# Luis Carvallo
Luis Carvallo (né et mort à des dates inconnues) est un joueur de football international chilien, qui évoluait au poste d'attaquant.

## Biographie
Il est surtout connu pour avoir fini meilleur buteur de la première édition de la Primera División de Chile en 1933, avec 9 buts inscrits.
L'histoire raconte que le premier Superclásico del fútbol chileno (contre le club de l'Universidad de Chile) de l'histoire qui se joue le 9 juillet 1935 est joué devant quelque 1500 spectateurs dans le mythique Campos de Sport, où Luis Carvallo inscrit un doublé, dont le premier but à la 34e minute puis le second à la 38e. Le Colo-Colo de Carvallo et de Carlos Schneberger remporte alors le match.

## Palmarès
| Distinction                              | Année |
| ---------------------------------------- | ----- |
| Goleador de la Primera División de Chile | 1933  |